# Skrobia modyfikowana
Skrobia modyfikowana – skrobia naturalna poddana obróbce zmieniającej jedną lub więcej jej początkowych właściwości fizycznych lub chemicznych. Modyfikowanie skrobi ma na celu poprawę właściwości funkcjonalnych skrobi lub nadanie jej nowych cech.  

## Podział modyfikacji
Podział ze względu na zjawisko modyfikujące: 
- fizyczne,
- chemiczne,
- enzymatyczne.

Podział ze względu na charakterystykę produktu końcowego:
- skrobie podstawione – estry i etery skrobiowe,
- skrobie prekleikowane/preżelowane,
- skrobie degradowane – skrobie utlenione, hydrolizaty skrobiowe, dekstryny.

## Modyfikowane skrobie spożywcze
Skrobie modyfikowane mają duże znaczenie w przemyśle spożywczym, gdzie są używane jako: zagęstnik, stabilizator, emulgator, nośnik, substancja wiążąca.  
Numery INS/E:   
- dekstryna INS 1400
- skrobia modyfikowana kwasami INS 1401
- skrobia modyfikowana zasadami INS 1402
- skrobia bielona INS 1403
- skrobia utleniona INS/E 1404
- skrobia modyfikowana enzymatycznie INS 1405
- fosforan monoskrobiowy INS/E 1410
- glicerol diskrobiowy INS 1411
- fosforan diskrobiowy INS/E 1412
- fosforowany fosforan diskrobiowy INS/E 1413
- acetylowany fosforan diskrobiowy INS/E 1414
- skrobia acetylowana INS/E 1420
- acetylowany adypinian diskrobiowy INS/E 1422
- acetylowany glicerol diskrobiowy INS 1423
- hydroksypropyloskrobia INS/E 1440
- hydroksypropylofosforan diskrobiowy INS/E 1442
- hydroksypropyloglicerol diskrobiowy INS 1443
- sól sodowa oktenylobursztynianiu skrobiowego INS/E 1450
- acetylowana skrobia utleniona INS/E 1451
- sól glinowa oktenylobursztynianu skrobiowego INS/E 1452

Wykorzystanie dozwolonych substancji dodatkowych(w tym skrobi modyfikowanych chemicznie) do produkcji wyrobu spożywczego, wiąże się z koniecznością poinformowania o tym konsumenta, dlatego poszukuje się  alternatywy dla wykorzystywanych w przemyśle spożywczym skrobi modyfikowanych chemicznie, a prognozowane jest nawet całkowite zastąpienie skrobi modyfikowanych chemicznie preparatami skrobiowymi z czystą etykieta(ang. clean label).